# Doodh pati chai
Doodh pati chai (từ Hindi  दूध पत्ति चाय  và Urdu  دودھ پتی چائے  'sữa và lá trà') là một loại thức uống làm từ 
trà, có nguồn gốc từ tiểu lục địa Ấn Độ, được tiêu thụ ở Ấn Độ, Pakistan, Bangladesh, Afghanistan và Nepal. Trong đó, sữa cùng với đường được đun sôi với trà. Doodh pati chai khác với saada chai ở chỗ nó chỉ sử dụng sữa (trái ngược với nước) và trà. Loại trà này khá phổ biến ở Nam Á. Nó đắt hơn một chút so với saada chai thông thường.

## Từ nguyên
Trong nhiều ngữ chi Ấn-Arya, chai hoặc cha là từ để chỉ trà. Điều này xuất phát từ tiếng Ba Tư چای (chay), bắt nguồn từ từ tiếng Trung có nghĩa là trà (茶; chá). Doodh có nghĩa là sữa và pati có nghĩa là lá. Vì vậy, thuật ngữ Doodh pati chai có nghĩa đen là sữa và lá trà.

## Chuẩn bị
Một phương pháp chuẩn bị là cho nước vào nồi và đun sôi cùng với nhiều loại gia vị khác nhau như thảo quả xanh, gừng, bạch đậu khấu đen, quế, tiêu đen, đinh hương đen, thì là, nhục đậu khấu, bột gừng khô, cũng như nghệ tây ở tầng lớp thượng lưu đến trung lưu. Khi nước và gia vị sôi, người ta cho trà vào. Hỗn hợp này sau đó được để lại để ủ. Sau đó, sữa nguyên kem được thêm vào hỗn hợp rồi hầm trong thời gian dài cho ngấm. Đường thường được thêm vào tùy theo khẩu vị của mỗi người. Sau khi khuấy kỹ ở nhiệt độ thấp, dụng cụ lọc trà được sử dụng trước khi phục vụ chai. Nó thường được rót vào cốc nhưng một số người thích uống theo cách cổ điển hơn là từ mép đĩa.

## Tiêu dùng
Doodh pati chai được tiêu thụ chủ yếu ở miền bắc Ấn Độ và Pakistan, nơi nó được luộc cùng với bạch đậu khấu, gừng và nhiều loại gia vị khác. Thông thường, nó có sẵn ở các dhaba ven đường và chaiwala ở các góc phố, nhưng phổ biến nhất là được chuẩn bị tại nhà, mặc dù ít hơn so với loại bằng nước. Nó chủ yếu được tiêu thụ ở miền Bắc Ấn Độ và Pakistan, mặc dù thỉnh thoảng nó cũng được tiêu thụ ở Nepal và Bangladesh và đã lan rộng đến cả Trung Đông do sự phổ biến của nó.
Doodh pati cũng thường được phục vụ ở các quán dhaba và chaiwala ven đường trên khắp Nam Á. Chúng cũng được tiêu thụ trong thời gian rảnh rỗi sau một ngày bận rộn.